# Сантос, Сержио (футболист)
Се́ржио Энри́ке Са́нтос Го́мес (порт.-браз. Sérgio Henrique Santos Gomes; род. 4 сентября 1994, Белу-Оризонти, Бразилия) — бразильский футболист, нападающий клуба «Цинциннати».

## Карьера
Сантос — воспитанник клубов «Америка Минейро» и чилийского «Аудакс Итальяно». 19 апреля 2015 года в матче против «Универсидад Консепсьон» он дебютировал в чилийской Примеры. 15 октября в поединке против «Кобресаль» Сержио забил свой первый гол за «Аудакс Итальяно». 13 апреля 2018 года в матче Южноамериканского кубка против «Ботафого» он отметился забитым голом. В том же году Сержио помог клубу выйти в финал Кубка Чили.
14 декабря 2018 года Сантос перешёл в клуб MLS «Филадельфия Юнион». Сумма трансфера составила 500 тыс. долларов. В североамериканской лиге он дебютировал 2 марта 2019 года в матче стартового тура сезона против «Торонто», заменив во втором тайме Рея Гаддиса. 4 мая в поединке против «Нью-Инглэнд Революшн» он забил свои первые голы в MLS, сделав дубль. 24 октября 2020 года в матче против «Торонто» Сантос оформил хет-трик, за что был назван игроком недели в MLS.
8 июля 2022 года Сантос был продан в «Цинциннати» за 300 тыс. долларов в общих распределительных средствах. «Юнион» может получить дополнительно 625 тыс. в случае выполнения определённых условий, а также получит процент от суммы его будущей продажи. За «Цинциннати» он дебютировал 13 июля в матче против «Ванкувер Уайткэпс», выйдя на замену во втором тайме вместо Брэндона Васкеса.

## Достижения
Командные
 «Филадельфия Юнион»
- Победитель регулярного чемпионата MLS: 2020